# Paul Di Filippo
Paul Di Filippo (Woonsocket (Rhode Island), 29 de octubre de 1954) es un crítico literario y escritor de ciencia ficción estadounidense. Crítico literario en las revistas Asimov's Science Fiction, The Magazine of Fantasy & Science Fiction, The New York Review of Science Fiction e Interzone.
Su historia corta ‘Kid Charlemagne’; publicada en Amazing Stories, fue nominada al Premio Nébula al mejor relato corto en 1987. También, su historia corta ‘Lennon Spex’ fue nominada al Premio Nébula al mejor relato corto en 1992. Su historia corta ‘Karuna, Inc’ fue nominada al Premio Mundial de Fantasía en la categoría mejor novela corta en 2002. Su novela A Year in the Linear City (2002) fue nominada al Premio Hugo a la mejor novela corta en 2003.
De sus colecciones de ficción corta destacan The steampunk trilogy (1995); la cual es su serie literaria más conocida, Destroy All Brains! (1996), Ribofunk (1996), Fractal Paisleys (1997), Lost Pages (1998), Strange Trades (2001), Neutrino Drag (2001), 
Escribió los guiones de los cómics Top Ten: Beyond the Farthest Precinct (2005) y Doctor Samson (2006). En cuanto a libros de no ficción escribió Cómo escribir ciencia ficción (2011), Ciencia ficción: Las 101 mejores novelas 1985-2010 (2012) en compañía de Damien Broderick.
Ha publicado una serie de novelas bajo el seudónimo de Philip Lawson junto a Michael Bishop.